# 嵯峨の屋おむろ
嵯峨の屋 おむろ（さがのや おむろ、文久2年1月12日（1862年3月1日） - 昭和22年（1947年）10月26日）は、日本の小説家、翻訳家、評論家、詩人。
嵯峨の屋 お室、矢崎 嵯峨の舎（屋）（やざき さがのや）、北邙散子（ほくぼうさんし）、探美（たんび）などの筆名もある。
本名・矢崎 鎮四郎（しんしろう）
曾孫は、俳優・モデルの岡本竜汰。

## 人物
後の東京市日本橋区（現・東京都中央区）日本橋箱崎にあった下総関宿藩邸生まれ。父親が脱藩し彰義隊（卍隊）に加わったため、貧苦の生活を送る。
1876年、東京外国語学校（現東京外国語大学）露語科の給費生となる。二葉亭四迷とは同級生だった。
卒業後統計院に勤めるが官制に伴って失職、二葉亭四迷の紹介で坪内逍遥の門下生となる。
1887年、「浮世人情守銭奴之肚」（うきよにんじょうしまりみせのはら）を刊行し、坪内逍遙から「嵯峨屋のお室」の筆名を与えられる。筆名は「嵯峨や御室の花ざかり」という一節（常磐津の「将門」（忍夜恋曲者）による。
「初恋」「くされ玉子」「野末の菊」（いずれも1889年発表）などの浪漫的作品や「夢現境」（1891年発表）など厭世的無常観を突き詰めた小説のほか、ロシア文学の翻訳を発表し紹介した。小説論に「小説家の責任」（1889年）がある。詩人としては『抒情詩』（1897）に「いつ真て草」ほか9編を発表。一時は尾崎紅葉と並び称された。
1906年、陸軍士官学校ロシア語教官を務める。1910年以降は創作活動が止まる。1947年、千葉の牛久で没した。墓所は雑司ヶ谷霊園。
明治期において懐疑を主観的に表白した最初の小説家であった。作中で複数の出来事が起きるにもかかわらず、それを描写する文章量が極端に少なく、要約法・省略法が特徴である。

## 著書

### 「嵯峨の屋おむろ」名義
- 『守銭奴の肚』（大倉孫兵衛） 1887年
- 『豪傑美談』（坪内逍遥共著、東雲堂） 1892年

### 「矢崎嵯峨の屋」名義
- 『ひとよぎり』（金港堂） 1887年
- 『無味気』（駸々堂） 1888年
- 『美人の面影』（岡本書房） 1889年
- 『両面苦楽の鏡』（偉業館） 1889年
- 『新編ちくさ』（金港堂） 1891年

「初恋」（短編小説。1889年、文芸誌「都の花」に発表。「新編ちくさ」に収録。ツルゲーネフによる同名の短編小説の影響が強い。）
「くされ玉子」（短編小説。1889年、文芸誌「都の花」に発表。「新編ちくさ」に収録。）
- 『文の庫』（春陽堂） 1896年
- 『古反古』（民友社） 1897年
- 『通例人の一生』（春陽堂） 1897年